# عواء أسود
عواء أسود (الاسم العلمي: Alouatta caraya) هو نوع من الحيوانات يتبع جنس سعدان العواء من فصيلة السعادين عنكبوتية.